# Koen Van Biesen
Koen Van Biesen (26 januari 1964) is een Belgisch illustrator, schrijver van kinderboeken en componist. Bij zijn kinderboeken verschijnen ook liedjes zoals bij het boek "Buurman leest een boek" uit 2012.

## Biografie
Koen van Biesen is opgeleid als grafisch ontwerper aan het Sint-Lucas in Antwerpen. Tussen 1991 en 2000 werkt hij als lesgever en freelance illustrator. Tussen 2000 en 2006 schrijft hij muziek en speelt hij piano voor het door hem opgerichte muziekensemble ‘Cabbagetown’ Vanaf 1993 geeft hij onderwijs aan de Academie voor Beeldende Kunst van Mortsel. Van Biesen maakt ook affiches voor theater en toneelgezelschappen zoals het Fakkeltheater en Leporello.
Van Biesen heeft twee kinderen, Viktor en Alice. Het hoofdpersonage uit ‘de Kapitein en ik’ is gebaseerd op Viktor. Volgens de schrijver zelf had zijn dochter Alice eigenlijk al een "eigen" boek, dat geschreven is door Lewis Carroll, namelijk Alice in Wonderland.
Het boek "Buurman leest een boek" wordt door een recensent uit de VS bijzonder gevonden, omdat een volwassene in dit boek een hoofdrol speelt